# コクラン郡 (テキサス州)
コクラン郡（コクランぐん、英: Cochran County）は、アメリカ合衆国テキサス州の北部に位置する郡である。2010年国勢調査での人口は3,127人であり、2000年の3,730人から16.2%減少した。郡庁所在地はモートン市（人口2,006人）であり、同郡で人口最大の都市でもある。郡名はアラモ砦を守っていたロバート・E・コクランに因んで名付けられた。コクラン郡は州内に30ある禁酒郡（ドライ）の1つである。

## 地理
アメリカ合衆国国勢調査局に拠れば、郡域全面積は775平方マイル (2,007.2 km2)であり、このうち陸地775平方マイル (2,007.2 km2)、水域は0.1平方マイル (0.3 km2)で水域率は0.01%である。

### 主要高規格道路
- テキサス州道114号線
- テキサス州道125号線
- テキサス州道214号線

### 隣接する郡
- ベイリー郡 - 北
- ホックリー郡 - 東
- ヨーカム郡 - 南
- リー郡 (ニューメキシコ州) - 南西
- ルーズベルト郡 (ニューメキシコ州) - 北西

## 人口動態
以下は2000年の国勢調査による人口統計データである。
| 基礎データ - 人口: 3,730人 - 世帯数: 1,309 世帯 - 家族数: 1,017 家族 - 人口密度: 2人/km2（5人/mi2） - 住居数: 1,587軒 - 住居密度: 1軒/km2（2軒/mi2） 人種別人口構成 - 白人: 64.48% - アフリカン・アメリカン: 4.53% - ネイティブ・アメリカン: 0.83% - アジア人: 0.21% - 太平洋諸島系: 0.05% - その他の人種: 27.35% - 混血: 2.55% - ヒスパニック・ラテン系: 44.13% 年齢別人口構成 - 18歳未満: 31.5% - 18-24歳: 8.0% - 25-44歳: 24.9% - 45-64歳: 21.2% - 65歳以上: 14.4% - 年齢の中央値: 35歳 - 性比（女性100人あたり男性の人口） - 総人口: 92.1 - 18歳以上: 93.3 | 世帯と家族（対世帯数） - 18歳未満の子供がいる: 38.1% - 結婚・同居している夫婦: 63.8% - 未婚・離婚・死別女性が世帯主: 9.9% - 非家族世帯: 22.3% - 単身世帯: 20.9% - 65歳以上の老人1人暮らし: 11.1% - 平均構成人数 - 世帯: 2.79人 - 家族: 3.25人 収入と家計 - 収入の中央値 - 世帯: 27,525米ドル - 家族: 31,163米ドル - 性別 - 男性: 25,064米ドル - 女性: 17,652米ドル - 人口1人あたり収入: 13,125米ドル - 貧困線以下 - 対人口: 27.0% - 対家族数: 21.4% - 18歳未満: 37.2% - 65歳以上: 11.7% |

## 都市と町
- ブレドソー、未編入の町
- モートン - 郡庁所在地
- ホワイトフェイス